# ОВД-Инфо
ОВД-Инфо — российский негосударственный правозащитный медиапроект, направленный на борьбу с политическими преследованиями.
Министерство юстиции РФ включило ОВД-Инфо в реестр иностранных агентов, Роскомнадзор заблокировал доступ к сайту проекта на территории РФ.

## История
Проект основан в декабре 2011 года московским журналистом Григорием Охотиным и программистом Даниилом Бейлинсоном. Они стали свидетелями массовых задержаний участников митинга 5 декабря 2011 года против фальсификаций на парламентских выборах. Сперва они сообщали в Facebook общее число задержанных и их имена. Увидев востребованность своей работы, они к 10 декабря, накануне митинга на Болотной площади, запустили сайт «ОВД-Инфо». Название проекта происходит от аббревиатуры «Отдел внутренних дел».
В первые годы проект «ОВД-Инфо» юридически входил в состав правозащитной организации «Мемориал». По словам Охотина, «Мемориал» оказал существенную поддержку и способствовал развитию проекта. На июнь 2019 года «Мемориал» остаётся генеральным партнёром «ОВД-Инфо».
В 2013 году Прокуратура Российской Федерации потребовала у организации «Мемориал» зарегистрироваться в качестве «иностранного агента», поскольку она получает финансирование из-за границы для поддержки проекта «ОВД-Инфо», который был расценён прокуратурой как политический. По мнению прокуратуры, часть данных «ОВД-Инфо» о преследованиях по политическим мотивам не объективна. На это «ОВД-Инфо» отвечает, что не имеет политической направленности. В 2016 году российские банки — «Тинькофф», «Альфа-банк» и «ВТБ 24» — отказали «ОВД-Инфо» в эквайринге для сбора пожертвований.
29 сентября 2021 года Министерство юстиции РФ включило ОВД-Инфо в реестр незарегистрированных общественных объединений, выполняющих функции «иностранного агента».
25 декабря 2021 года Роскомнадзор заблокировал сайт «ОВД-Инфо» из-за «пропаганды терроризма и экстремизма». Ведомство также потребовало от социальных сетей удалить аккаунты проекта. В тот же день Яндекс удалил сайт «ОВД-Инфо» из поисковой выдачи.
В июле 2022 года решение суда о блокировке сайта было отменено.
2 июня 2023 года Роскомнадзор снова заблокировал сайт «ОВД-Инфо», а также все сайты медиапроекта из-за «несоблюдения закона об иноагентах».

## Деятельность
Мониторинг

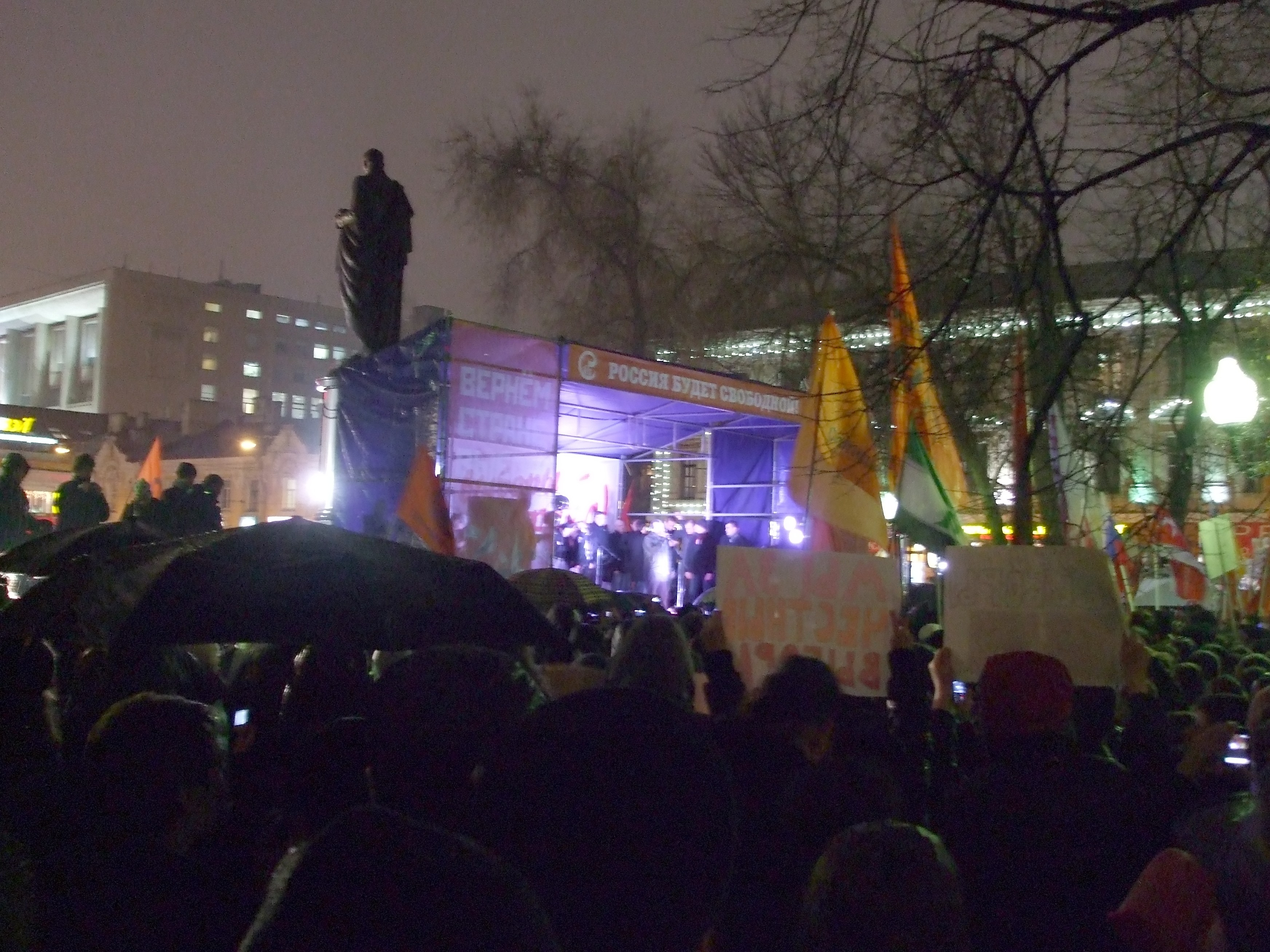
Митинг в Москве на Чистых прудах 5 декабря 2011 года

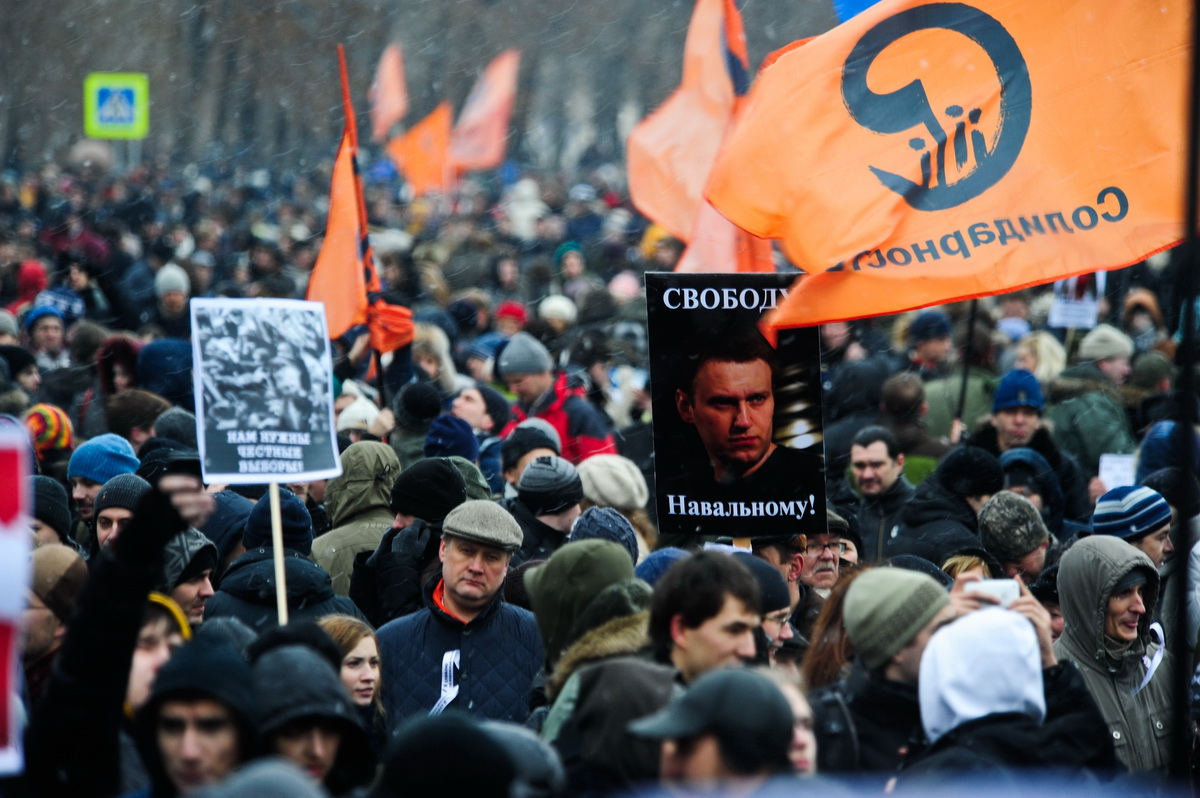
Митинг на Болотной площади 10 декабря 2011 года

«ОВД-Инфо» занимается мониторингом преследований по политическим мотивам и случаев превышения полномочий сотрудниками российской полиции по отношению к задержанным. «ОВД-Инфо» публикует информацию в виде экспресс-новостей и историй, рассказанных самими пострадавшими.
Юридическая помощь
Проект оказывает юридическую помощь в форме правовых консультаций и круглосуточной горячей линии по телефону (именно по горячей линии проект получает большинство информации, которую затем публикует в своих сводках на сайте), выезда адвоката в отдел полиции, юридической помощи в судах (вплоть до подачи жалобы в Европейский суд по правам человека). В 2022 году «ОВД-Инфо» и «Центр защиты прав СМИ» запустили проект «Инотека» для оказания юридической помощи лицам и организациям, попавшим в реестры «иностранных агентов».
Информирование
Также проект следит за случаями насилия к политическим заключённым со стороны сотрудников исправительных учреждений. Сайт ведёт и рассылку со сводками о политических преследованиях в стране.
В дни проведения политических акций «ОВД-Инфо» публикует списки задержанных по отделам полиции, в которые они были доставлены. За 2018 год проект оказал помощь 660 людям в отделах полиции, примерно 200 людям в административных и 32 в уголовных делах.
Проект активно освещает события на многих акциях протеста в России. В частности, «ОВД-Инфо» публиковал подробную статистику о задержаниях на антикоррупционных протестах в марте 2017 года, на протестах против повышения пенсионного возраста в 2018 году. В июне 2019 года проект сыграл значительную роль в привлечении общественного внимания к делу журналиста Ивана Голунова. При этом и самому проекту удалось получить более широкую известность — 12 июня 2019 года «ОВД-Инфо» за один день получил среднемесячный объём пожертвований.
Исследования
Также проект публикует доклады, обобщающие практику нарушений законодательства относительно митингов и в адрес гражданских активистов со стороны российских властей. Так, к примеру, в 2018—2019 годах публиковались доклады на тему запретов митингов в российских городах.

## Функционирование
По данным на июнь 2019 года, в «ОВД-Инфо» работает 28 человек и ещё 300 человек привлекают как волонтёров. «ОВД-Инфо» ввиду ограниченных ресурсов оказывает помощь только тем, кто оказался под административным или уголовным преследованием в результате выражения своей гражданской позиции. Проект, по словам его руководителей, направлен в перспективе на развитие в России институтов гражданского общества и механизмов общественного контроля власти и правоохранительных органов.

## Финансирование
Источником финансирования проекта являются добровольные пожертвования частных лиц, а также помощь от организации «Мемориал» (в 2020 году добровольные пожертвования обеспечили около 67 % бюджета ОВД-Инфо). Ранее также было финансирование от Европейской комиссии и Международного партнёрства по правам человека. За 2020 год «ОВД-Инфо» удалось собрать более 67 млн рублей, из них около 44,7 млн краудфандингом.

## Награды
В мае 2018 года журналист Александр Черных получил премию «Редколлегия» за статью «Я хотела выть, кричать им — что вы вообще делаете с моей дочерью? Вы люди или нет?», опубликованную в ОВД-Инфо.
В июле 2019 года премию «Редколлегия» вручили медиакоманде ОВД-Инфо, «превративш[ей] социальный проект в эффективное социальное медиа, наиболее полный и надежный источник информации о действиях силовых органов в отношении участников протестных акций».
В 2019 году проект стал лауреатом премии «Сделано в России — 2019», которую проводит журнал «Сноб», в номинации «Медиа».
В 2021 году проект стал лауреатом премии Льва Копелева.
В 2021 году операционный координатор проекта «ОВД-Инфо» Леонид Драбкин — победитель в рейтинге «30 самых перспективных россиян до 30 лет» по версии Forbes в категории «Социальные практики».
В 2021 году проект стал лауреатом премии «Защитник гражданских прав года», присуждённой международной правозащитной организацией Civil Rights Defenders.
В 2022 году сооснователь «ОВД-Инфо» Григорий Охотин был награждён премией Московской Хельсинкской группы за успехи в развитии и управлении правозащитными организациями.
В 2022 году проект получил премию Freedom of Expression Awards от организации Index on Censorship в категории «Campaigning».
В 2023 году Джемма Пёрцген из «Репортёров без границ» передала премию Golden Dove of Peace следующему лауреату — «ОВД-Инфо».